# Thomas Doherty
Thomas Doherty (Edimburgo; 21 de abril de 1995) es un actor, bailarín y cantante escocés, más conocido por sus papeles como Sean Matthews en The Lodge y Harry Hook en Descendants 2 y Descendants 3.

## Primeros años
Doherty nació y creció en la ciudad escocesa de Edimburgo. Tiene un hermano mayor llamado Niall y una hermana menor llamada Rachel. Sus padres trabajan en el negocio bancario. Doherty comenzó a actuar a la edad de 5 años y también jugó al fútbol. Más tarde, se unió a la Lothian Youth Arts and Musicals Company, donde desempeñó diversos papeles, incluido su debut como Aladdin, obra basada en la película de Disney.
Asistió a Royal High School en Edimburgo. Después de la escuela secundaria, asistió a la Academia de Artes Escénicas MGA en Edimburgo, Escocia. Se graduó después de estudiar teatro musical en la MGA Academy en julio de 2015 e inmediatamente firmó un contrato con la empresa de representantes Olivia Bell Management en Londres. Se formó en actuación, canto y en varios tipos de danza, incluida la contemporánea, el hip hop, el jazz y el ballet.

## Carrera
Después de graduarse de la Academia de Artes Escénicas MGA en el verano de 2015, comenzó a servir mesas en Edimburgo en el restaurante Tigerlilly. En sus días libres, dividía su tiempo entre audiciones para The Lodge y trabajando con la compañía teatral Edinburgh Fringe. Le ofrecieron el papel de Sean en la serie The Lodge (que también es protagonizada por Sophie Simnett y Luke Newton) y tuvo que someterse a un entrenamiento intensivo en ciclismo de montaña para prepararse para el papel. The Lodge se filmó en Belfast, Irlanda del Norte. Mientras que el personaje de Doherty es escocés, el actor se enfocó en atenuar su acento para acomodar mejor a los espectadores de los 108 países en los que se emitió la serie.
En diciembre de 2016, The Lodge se renovó para una segunda temporada que comenzó a producirse en febrero de 2017.
Después de obtener el papel de Sean, Thomas audicionó para la película Descendants 2 y fue elegido como Harry Hook, el hijo del infame villano Capitán Garfio, de Peter Pan. Descendants 2 se filmó en Vancouver, Canadá en 2016 y se emitió en Disney Channel el 21 de julio de 2017.
En 2017, se anunció que Doherty interpretaría el papel de Zander en la película de Michael Damian High Strung: Free Dance, a estrenarse a mediados de 2018.
En agosto de 2017, fue nombrado uno de los chicos más sexys del mundo por la revista Vogue.
En 2019 , Doherty interpretó a Sebastian en la serie dramática Legacies, protagonizada por Danielle Rose Russell.

## Filmografía

### Series
| Año     | Título              | Rol                  | Notas                              |
| ------- | ------------------- | -------------------- | ---------------------------------- |
| 2013    | Dracula             | Chico de la calle #2 | Episodio: «Servant to Two Masters» |
| 2016–17 | The Lodge           | Sean Matthews        | Elenco principal, 25 episodios     |
| 2019    | Legacies            | Sebastian            | 10 episodios (temporada 2)         |
| 2019    | Catherine the Great | Piotr Zavadovsky     | 3 episodios                        |
| 2020    | High Fidelity       | Liam Shawcross       | 3 episodios                        |
| 2021–23 | Gossip Girl         | Maximus "Max" Wolfe  | Elenco principal                   |

### Películas y cortometrajes
| Año  | Título                             | Rol        |
| ---- | ---------------------------------- | ---------- |
| 2017 | Descendants 2                      | Harry Hook |
| 2018 | Under The Sea: A Descendants Story | Harry Hook |
| 2018 | High Strung: Free Dance            | Zander     |
| 2019 | Descendants 3                      | Harry Hook |
| 2024 | Dandelion                          | Casey      |